# Podostemaceae
Famille
Classification APG III (2009)
Les Podostemaceae (les Podostémacées) sont une famille de plantes à fleurs dicotylédones de l'ordre des Malpighiales qui comprend plus de 100 espèces en 29 à 50 genres.
Ce sont de plantes aquatiques, à port de mousses ou d'hépatiques, fixées aux rochers dans les eaux douces rapides, par des racines rampantes qui adhèrent au support. Les Podostémacées sont presque toutes propres aux eaux douces des pays tropicaux, particulièrement de l'Afrique. Le Podostémon Cératophylle (Podostemum ceratophyllum), du Québec, est la seule Podostémacée habitant la zone tempérée de l'hémisphère nord.
Elles sont plus ou moins « thalloïdes », fixées par un haptère ou non, avec parfois des feuilles bien développées.

## Étymologie
Le nom vient du genre type Podostemum, dérivé du grec ποδών / podon, pied, et de στεμα / stema, couronne, étamines, en référence aux fleurs qui se forment au bout de simples tiges.

## Classification
La classification Cronquist situe cette famille dans l'ordre des Podostemales.
La classification phylogénétique l’inclus dans l'ordre des Malpighiales. 
Le Angiosperm Phylogeny Website accepte  270 espèces réparties en 48 genres.

## Liste des genres
Selon Angiosperm Phylogeny Website (25 mai 2010) :
- Angolaea
- Apinagia
- Butumia
- Castelnavia
- Ceratolacis
- Cladopus
- Dalzellia
- Devillea
- Dicraeanthus
- Dicraeia
- Diplobryum
- Djinga
- Endocaulos
- Farmeria
- Griffithella
- Heterotristicha
- Hydrobryum
- Indotristicha
- Jenmaniella
- Ledermanniella
- Leiothylax
- Letestuella
- Lonchostephus
- Lophogyne
- Macarenia
- Macropodiella
- Malaccotristicha
- Marathrum
- Mniopsis
- Monostylis
- Mourera
- Oserya
- Paleodicraeia
- Podostemum
- Pohliella
- Polypleurella
- Polypleurum
- Rhyncholacis
- Saxicolella
- Sphaerothylax
- Stonesia
- Thelethylax
- Torrenticola
- Tristicha
- Tulasneantha
- Weddellina
- Wettsteiniola
- Willisia
- Winklerella
- Zehnderia

Selon NCBI (25 mai 2010) :
- Apinagia
- Cladopus
- Dalzellia
- Dicraeanthus
- Djinga
- Endocaulos
- Hanseniella
- Hydrobryum
- Indotristicha
- Ledermanniella
- Leiothylax
- Letestuella
- Macropodiella
- Malaccotristicha
- Marathrum
- Mourera
- Oserya
- Paracladopus
- Podostemum
- Polypleurum
- Saxicolella
- Stonesia
- Terniopsis
- Thelethylax
- Torrenticola
- Tristicha
- Vanroyenella
- Weddellina
- Zeylanidium

Selon DELTA Angio (25 mai 2010) :
- Angolaea
- Apinagia
- Butumia
- Castelnavia
- Ceratolacis
- Cladopus
- Crenias
- Dalzellia
- Devillea
- Dicraeanthus
- Diplobryum
- Djinga
- Endocaulos
- Farmeria
- Hydrobryopsis
- Hydrobryum
- Indotristicha
- Jenmaniella
- Lawia
- Ledermanniella
- Leiothylax
- Letestuella
- Lonchostephus
- Lophogyne
- Macrarenia
- Macropodiella
- Malaccotristicha
- Marathrum
- Monostylis
- Mourera
- Oserya
- Paleodicraeia
- Podostemum
- Polypleurella
- Polypleurum
- Rhyncholacis
- Saxicolella
- Sphaerothylax
- Stonesia
- Thelethylax
- Torrenticola
- Tristicha
- Tulasneantha
- Weddellina
- Willisia
- Winklerella
- Zehnderia
- Zeylandium